# Servire's encyclopaedie

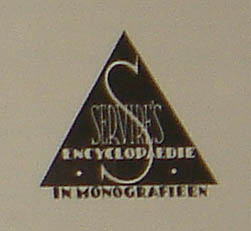
Logo van de encyclopedie

Servire's Encyclopaedie in monografieën is een samenhangende boekenreeks in het Nederlands geschreven populairwetenschappelijke werken, gepubliceerd door uitgeverij Servire te Den Haag tussen 1942 en 1957.

## Oogmerk
Uit de eerste brochure (september 1942):

Servire's Encyclopaedie in monografieën zal, volgens haar opzet, alle wetenschappen bestrijken, zowel de natuurwetenschappen, als de geesteswetenschappen, de theoretische en de toegepaste, de centraal-wijsgerige wetenschappen als de speciale vakgebieden. Zij beoogt enerzijds de ontwikkelde leek tot systematische bestudering in staat te stellen, anderzijds de vakman gelegenheid te bieden zich te oriënteren over de stand der wetenschap in verwante gebieden. Zij zal zowel algemene inleidingen en overzichten bieden als een gedetailleerde behandeling van bepaalde onderwerpen. Aldus ontstaat 1) voor iedere tak van wetenschap een overzichtelijk handboek, dat inleidt in alle speciale vraagstukken, 2) voor het geheel der wetenschappen een systematisch overzicht.

## Internationale context
Servire's Encyclopaedie is waarschijnlijk geïnspireerd door de Duitse Sammlung Göschen (verschenen sinds 1891, eerst bij G.J. Göschen in Berlijn en Leipzig, later bij Walter de Gruyter in Berlijn); in de oudere Göschen-deeltjes vinden we een vergelijkbare mission statement als hierboven uit de Servire-brochure geciteerd. Ongeveer tegelijk met Servire's Encyclopaedie ging in Frankrijk bij de Presses Universitaires de France de reeks Que sais-je ? van start (in 1941); deze serie loopt nu nog steeds. Anders dan de Duitse en de Franse series heeft Servire's Encyclopaedie  na verloop van tijd een indeling per vakgebied gekregen.

## Indeling
Tot 1946 werden de deeltjes doorlopend genummerd (1 t/m 57), daarna werd een nummering per thematische afdeling doorgevoerd:
- A. Natuurwetenschappen (1. Wiskunde, 2. Sterrenkunde, 3. Natuurkunde, 4. Scheikunde, 5. Geologie, 6. Geografie, 7. Biologie, 8. Anthropologie)
- B. Cultuurwetenschappen (1. Sociologie en sociografie, 2. Volkenkunde, 3. Geschiedenis, 4a. Godsdienstgeschiedenis, 4b. Bijbelwetenschap en theologie, 4c. Godsdienst, 4d. Mystiek, 5. Rechtswetenschap, 6. Economische wetenschappen, 7a. Beeldende kunst, 7b. Muziek, 8. Literatuurwetenschap, 9a. Theoretische taalwetenschap, 9b. Practische taalwetenschap, 10. Zielkunde, 11. Opvoedkunde, 12. Bibliotheekwezen en boekwetenschap)
- C. Technische en toegepaste wetenschappen (1. Werktuigbouwkunde en mechanische technologie, 2. Scheepsbouwkunde, 3. Bouwkunde, 4. Weg- en waterbouwkunde, 5. Geodesie, 6. Elektrotechniek, 7. Verbindingstechniek, 8. Chemische technologie, 9. Technische physica en radio, 10. Mijnbouwkunde, 11. Geestelijke training, 12. Geneeskunde, 13. Psychotechniek, 14. Hygiëne, 15. Lichamelijke opvoeding)
- D. Ideële wetenschappen (1. Kennisleer en metaphysica, 2. Logica, 3. Aesthetica, 4. Ethica)

## Verschenen delen
Van de geplande 600 tot 750 delen zijn er uiteindelijk 129 verschenen (45 in afdeling A, 53 in B, 20 in C, 11 in D). In een aantal geplande onderafdelingen zijn geen deeltjes verschenen (B4d, B5, B11, B12, C2, C3, C4, C6, C7, C10, C11, C13, C14, D1).
Een aantal in de eerste brochure aangekondigde deeltjes zijn door Servire van de encyclopedie afgesplitst en in een aparte reeks Cultuurhistorische monografieën (verschenen 1944-1949) ondergebracht. Drie in de eerste jaren van de encyclopedie verschenen deeltjes (7, 12 en 13) worden in een brochure uit 1951 niet meer genoemd, en hun nummers zijn hergebruikt; mogelijk is van deze deeltjes gedacht dat ze eerder bij de Cultuurhistorische monografieën thuishoren dan bij de encyclopedie.
Een aantal deeltjes uit de encyclopedie zijn later herdrukt in de reeks Servire Luxe Pockets.

## Fysieke eigenschappen
De deeltjes in Servire's Encyclopaedie zijn in harde kaft gebonden pockets van 12,5 bij 17,5 cm. Het aantal pagina's blijft in de regel onder de 150, met uitschieters tot tegen de 300 (dikkere deeltjes kregen tot 1946 een dubbelnummer). De reeks was aanvankelijk fraai verzorgd, maar had te lijden van de papierschaarste in de jaren 40. Tot 1946 had de bandkleur de functie wetenschapsgebieden te onderscheiden (A en C grijs, B beige, D goudgeel); latere deeltjes zijn veelal donkerblauw en voorzien van een stofkaft.

## Karakter
De afdelingen werden geredigeerd, en de delen geschreven, door vooraanstaande vertegenwoordigers van elk vakgebied, meestal aan Nederlandse universiteiten werkzame hoogleraren. De inhoud is in de regel van hoge kwaliteit. De deeltjes zijn (met enkele uitzonderingen) geschreven in de moderne spelling.